# Winter X Games Europe II
I Winter X Games Europe II sono stati la seconda edizione della manifestazione organizzata dalla ESPN, si sono svolti dal 16 al 18 marzo 2011 a Tignes, in Francia.

## Risultati

### Snowboard
| Evento | Evento     | Oro            | Argento           | Bronzo            |
| Uomini | Slopestyle | Chas Guldemond | Sébastien Toutant | Eric Willet       |
| Uomini | Superpipe  | Louie Vito     | Jurij Podladčikov | Christian Haller  |
| Donne  | Slopestyle | Jamie Anderson | Silje Norendal    | Enni Rukajärvi    |
| Donne  | Superpipe  | Kelly Clark    | Hannah Teter      | Queralt Castellet |

### Freestyle
| Evento | Evento     | Oro           | Argento         | Bronzo              |
| Uomini | Slopestyle | JF Houle      | Andreas Håtveit | James Woods         |
| Uomini | Superpipe  | Kevin Rolland | Justin Dorey    | Torin Yater-Wallace |
| Donne  | Slopestyle | Kaya Turski   | Keri Herman     | Kim Lamarre         |
| Donne  | Superpipe  | Sarah Burke   | Anaïs Caradeux  | Devin Logan         |

## Medagliere
| Pos.   | Paese       | Oro | Argento | Bronzo | Totale |
| ------ | ----------- | --- | ------- | ------ | ------ |
| 1      | Stati Uniti | 4   | 2       | 3      | 9      |
| 2      | Canada      | 3   | 2       | 1      | 6      |
| 3      | Francia     | 1   | 1       | 0      | 2      |
| 4      | Norvegia    | 0   | 2       | 0      | 2      |
| 5      | Svizzera    | 0   | 1       | 1      | 2      |
| 6      | Finlandia   | 0   | 0       | 1      | 1      |
| 6      | Regno Unito | 0   | 0       | 1      | 1      |
| 6      | Spagna      | 0   | 0       | 1      | 1      |
| Totale | Totale      | 8   | 8       | 8      | 24     |